# Neun Erzählungen

Englisches Titelbild

Jerome D. Salingers Kurzgeschichtensammlung Neun Erzählungen (Nine Stories) erschien ersts 1953 bei Little, Brown and Company. Die deutsche Erstübersetzung von Elisabeth Schnack (1, 2, 5, 6, 7, 9) und Annemarie und Heinrich Böll (3, 4, 8) wurde 1966 im Verlag Kiepenheuer & Witsch und 1968 als Taschenbuch im Rowohlt Verlag veröffentlicht. 2012 erschien eine Neuübersetzung der Neun Erzählungen von Eike Schönfeld, die 2019 erneut aufgelegt wurde.
Die meisten Erzählungen wurden von 1948 bis 1951 zunächst im New Yorker gedruckt und 1953 zusammen als Buch herausgegeben.
Der Band kennzeichnet die mittlere Schaffensperiode Salingers zwischen dem Welterfolg Der Fänger im Roggen (1951) und den weniger bekannten Erzählungen Franny und Zooey (1961). Die meisten Geschichten wurden jedoch schon vor dem Fänger einzeln in Zeitschriften veröffentlicht.
Der Hintergrund fast aller Geschichten ist die Welt der oberen Mittelklasse New Yorks und der New England Staaten während und nach dem Zweiten Weltkrieg. Mit scharf umrissenen Momentaufnahmen gestattet Salinger Blicke unter die Oberfläche des American Way of Life und konstatiert bei seinen Figuren eine tiefgreifende Verunsicherung, die nicht zuletzt einer ausgeprägten Feinfühligkeit gegenüber Alltagsphänomenen geschuldet ist.

## Die Geschichten
1. Ein herrlicher Tag für Bananenfisch (A Perfect Day for Bananafish)
2. Onkel Wackelpeter in Connecticut (Uncle Wiggily in Connecticut)
3. Kurz vor dem Krieg gegen die Eskimos (Just Before the War with the Eskimos)
4. Der Lachende Mann (The Laughing Man)
5. Unten beim Boot (Down at the Dinghy)
6. Für Esmé mit Liebe und Unrat (For Esmé – with Love and Squalor)
7. Hübscher Mund, grün meine Augen (Pretty Mouth and Green My Eyes)
8. Die blaue Periode des Herrn de Daumier-Smith (De Daumier-Smith's Blue Period)
9. Teddy (Teddy)

### Inhaltsangaben und Einordnung in Salingers Werk
Ein herrlicher Tag für Bananenfisch – Ein idealer Tag für Bananenfische [2012] – (A Perfect Day for Bananafish)
Die Geschichte besteht aus zwei Szenen: Eine junge Frau telefoniert während ihrer Flitterwochen aus einem Hotel mit ihrer Mutter. Sie ist bemüht, die Bedenken ihrer Mutter gegen ihren Ehemann, der offenbar psychisch angeschlagen ist, zu zerstreuen. Währenddessen unterhält sich der Ehemann Seymour Glass am Strand mit einem kleinen Mädchen. Er kehrt ins Hotel zurück, wo er seine Frau schlafend antrifft, und erschießt sich.
Die Geschichte variiert ein Hauptthema von Salinger: Kindliche Unschuld scheitert an der Welt. Das naiv-charmante kleine Mädchen am Strand wird zwangsläufig ebenso heuchlerisch werden wie die erwachsene Frau im Hotel und ebenso bigott und egozentrisch wie die Schwiegermutter am anderen Ende des Telefons. Setzt man die anderen Seymour-Glass-Erzählungen Salingers voraus, ist "Ein herrlicher Tag für Bananenfisch" der Schlusspunkt eines Scheiterns; gescheitert ist Seymours Versuch, die Unschuld, das Staunen und die Ehrlichkeit seiner Kindheit in sein Erwachsenenleben hinüberzuretten.
→ Hauptartikel: A Perfect Day for Bananafish
Onkel Wackelpeter in Connecticut – Onkel Wiggily in Connecticut [2012] – (Uncle Wiggily in Connecticut)
Mary Jane besucht Eloise, ihre Freundin aus früheren College-Zeiten. Ihr vertrautes Gespräch gerät zu einem bilanzierenden Vergleich zwischen den Hoffnungen der Jugend und der Realität des Erwachsenenlebens. Ankerpunkt in der Vergangenheit ist Eloises große Liebe, der jung verstorbene Walt Glass. Aus der Perspektive der beiden desillusionierten Frauen wird er zum Symbol unerfüllter Hoffnungen. Das Motiv der Diskrepanz von Illusion und Realität wiederholt sich in der Figur von Eloises kleiner Tochter Ramona, die mit einem imaginierten Freund spielt, spricht und ihr Bett teilt. Im Unterschied dazu hat Eloises Hausangestellte Grace einen sehr realen Ehemann, dem Eloise auf missgünstige Weise verbietet, in Graces Zimmer zu übernachten.
Auch hier geht es um ein zentrales Motiv von Salingers Geschichten, um die obere Mittelklasse, die trotz finanzieller Unabhängigkeit und positiven äußerlicheren Anscheins Probleme hat, die sich jedoch nur bei genauen Betrachtens der Szene, beziehungsweise beim "Herausfiltern" entscheidender Nebensätze oder im Subtext von Dialogen offenbaren. Die reiche, vermutlich gutaussehende Frau trifft eine alte College-Freundin, beide haben ihr Studium nicht vollendet, beide – vor allem Eloise – sind mit ihrem Mann unglücklich, beide betrinken sich. Salinger gelingt es durch lange Dialoge und die übertrieben scheinenden szenischen Beobachtungen, ein Bild zu entwerfen, das Probleme offenlegt und vielleicht sogar Lösungen andeutet.
→ Hauptartikel: Uncle Wiggily in Connecticut
Kurz vor dem Krieg gegen die Eskimos (Just Before the War with the Eskimos)
Nach einem Tennismatch besucht Ginny ihre Schulfreundin Selena, um ihr Anrecht auf Geld geltend zu machen, da sie immer das Taxi bezahlt. Diese lässt sie warten, während Ginny Selenas Bruder Franklin kennenlernt, der sich blasiert und angeberisch verhält. Sie unterhält sich mit ihm, fordert dann, als Selena wiederkommt, das Geld doch nicht ein und macht sich auf den Nachhauseweg.
Interessant ist die deutsche Übersetzung von Heinrich Böll dahingehend, dass sich die zwei jungen Erwachsenen siezen, was befremdlich wirkt. Das englische "you" kann man sich in diesem Fall wohl passender als "Du" denken.
Der Lachende Mann (The Laughing Man)
Ein junger New Yorker Student macht mit einer Gruppe Jungs (Comanchenclub) verschiedene Unternehmungen in ihrer Freizeit (Sport, Museum usw.) Auf dem Nachhauseweg erzählt er ihnen eine Fortsetzungs-Fantasie-Geschichte vom lachenden Mann, und er erfindet immer neue Episoden. Die Jungs lauschen begierig, immer gespannt, wie es weitergeht. Sogar das Privatleben des Chiefs scheint die Geschichte zu beeinflussen, die schließlich tragisch endet.
In keiner anderen Erzählung Salingers ist die Liebe zu seinen Jugendtagen so spürbar wie hier. Anscheinend war diese Zeit für Salinger die schönste und unwiederbringlich. 
Unten beim Boot – Am Dingi [2012] – (Down at the Dinghy)
Down at the Dinghy wurde ursprünglich im Harper’s Magazine im April 1949 veröffentlicht. In dieser Erzählung wird die erste Tochter der Glass-Familie, Beatrice "Boo Boo" Glass Tannenbaum, eingeführt. Die Geschichte beginnt mit einer Unterhaltung der zwei Hausmädchen Mrs. Snell und Sandra, die das Verhalten von Boo Boos Sohn Lionel diskutieren. Der Leser erfährt, dass er gerne wegläuft. Boo Boo unterhält sich mit den beiden und geht dann zum Pier hinunter. Sie findet Lionel in einem Boot, bereit wegzufahren, und gibt vor, ein Admiral zu sein, um Lionels Gründe für das Weglaufen herauszufinden. Nach einer Zeit nennt er ihr den Grund, sie tröstet ihn und sie rennen zum Haus zurück. "Lionel wurde Sieger". Eine wunderschöne Geschichte über Kommunikation und Einfühlsamkeit.
→ Hauptartikel: Down at the Dinghy
Für Esmé mit Liebe und Unrat – Für Esmé – in Liebe und Elend [2012] (For Esmé – with Love and Squalor)
England, kurz vor Ende des Zweiten Weltkrieges: Ein amerikanischer Soldat besucht an einem verregneten Tag die Chorprobe eines Jugend- bzw. Kinderchores. Zufällig trifft er danach das Mädchen Esmé, deren schöne Stimme ihm besonders auffiel, und unterhält sich mit ihr und ihrem jüngeren Bruder. Er erfährt vom Tod ihres Vaters, den sie liebte und freundet sich mit ihr auf einer sehr intellektuellen Ebene an. Er ist Schriftsteller und verspricht ihr, ihr eine Geschichte zu widmen. Im Gegenzug will sie ihm schreiben. –
Im zweiten Teil der Geschichte lernen wir zwei nach Kriegsende in Deutschland stationierte Soldaten kennen, von denen einer psychisch schwer angeschlagen ist. Er findet ein Päckchen in seiner Post, das einen Brief und eine Uhr enthält; ein Geschenk des Mädchens.
Hübscher Mund, grün meine Augen – Hübsch mein Mund, die Augen grün [2012] – (Pretty Mouth and Green My Eyes)
Lee, ein Anwalt, liegt mit einer Frau im Bett, als er einen Anruf von seinem Freund Arthur erhält. Arthur ist aufgewühlt, da seine Frau noch nicht zu Hause ist. Er vermutet, dass sie wieder einmal zu viel getrunken hat und ihn, wie schon öfters, mit irgendjemand betrügt. Lee versucht Arthur zu beruhigen und wird dabei von Joanie, die dem Gespräch folgt und Zigaretten raucht, kühl beobachtet. Das Gespräch endet, die beiden im Bett reagieren jeder auf seine Art mit Unbehagen auf die Situation, doch gleich darauf ruft Arthur nochmals an, erzählt eine lange Geschichte, warum Joan, die gerade heimgekommen sei, aufgehalten wurde.
Die blaue Periode des Herrn de Daumier-Smith – De Daumier-Smiths blaue Periode [2012] – (De Daumier-Smith's Blue Period)
Der Erzähler, ein junger Maler bewirbt sich als Dozent bei in Montreal bei einer privaten Kunst-Akademie unter japanischer Leitung. Prompt angenommen reist er dorthin und wird von den Inhabern der Betreibern der Akademie, einem japanischen Ehepaar, aufgenommen. Anfangs nur als Übersetzer eingesetzt, was ihn verletzt, bekommt er schließlich Schüler zugewiesen, deren eingesendete Arbeiten er korrigieren soll. Besonders eingenommen ist er von einem Bildnis einer jungen Nonne, deren Werk er seinem Vorgesetzten verschweigt. Die Geschichte endet mit dem Hinweis, dass die Akademie nach einigen Wochen wieder schloss, da offenbar keine Lizenz vorlag. Der Erzähler zieht wieder zu seinem Stiefvater nach Rhode Island, um sein Studium an der Kunsthochschule fortzusetzen.
Teddy (Teddy)
In der letzten Geschichte des Zyklus kommt Salingers Interesse für buddhistische Denkweisen zum Tragen. Der zehnjährige Junge Teddy McArdle wird auf einer Kreuzfahrt von einem jungen Mann (Bob Nicholson) angesprochen. Teddy reist mit seinen Eltern. Der hochbegabte Junge ist durch Vorträge an verschiedenen Universitäten bekannt. Gedanken an den Tod scheinen ihn zu bewegen. Im Laufe der Gespräche zwischen Bob und Teddy werden Bobs Sichtweisen immer wieder in Frage gestellt. Teddy ist zum Beispiel der Überzeugung, dass man sich von der Logik frei machen und meditieren müsste, wenn „wir“ die „Dinge so sehen wollen, wie sie wirklich sind“. Bob würde gern noch mehr erfahren, doch Teddy bricht das Gespräch ab, verabschiedet sich herzlich und geht zu seiner Schwimmstunde. Die Geschichte endet mit dem Schrei eines Kindes.

## Ausgaben
- Nine stories. [Erstausgabe] New York, Little, Brown and comp. 1953.
- Neun Erzählungen, übertr. v. Elisabeth Schnack u. Annemarie u. Heinrich Böll. Köln, Kiepenheuer & Witsch, 1966; als TB im Rowohlt Taschenbuch, Reinbek, 27. Auflage 2005, ISBN 978-3-499-11069-6.
- Neun Erzählungen. Deutsch von Eike Schönfeld. Köln, Kiepenheuer & Witsch, 2012, 2. Auflage 2019. ISBN 978-3-462-04382-2.